# Samantabhadri

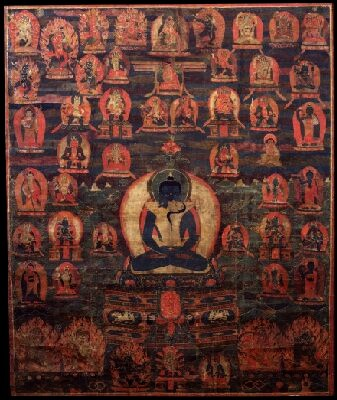
Samantabhadri wraz z se swoim małżonkiem buddą Samantabhadrą

Samantabhadri (tyb. ཀུན་ཏུ་བཟང་མོ, Wylie: kun tu bzang mo; Sanskryt: Samantabhadrī) – jest małżonką i żeńskim odpowiednikiem Samantabhadry / Kuntuzangpo, pierwotnego Buddy starszych szkół buddyzmu tybetańskiego.